# Smile (album Lasgo)
Smile – Trzeci  album  belgijskiego zespołu Lasgo wydany w 2009 r. Zrealizowany w całości z Jelle Van Dael. Single pochodzące z tego krążka to : Out Of My Mind, Gone  oraz Lost. Krążek zawiera trzy dodatkowe utwory.

## Lista utworów
1. Take-off
2. Alone Tonight
3. Gone (Radio Edit)
4. Cry 4 You
5. Lost (Radio Edit)
6. Over You
7. Believe
8. Serendipity
9. Smile
10. Night On Fire
11. Out Of My Mind (Radio Edit)
12. n My Arms
13. Out Of My Mind (Sebastian Dali Remix, bonus)
14. Gone (Sebastian Dali Remix, bonus)
15. Lost (Jordy Lishious Remix, bonus)